# Ignác Briess starší
Ignác Briess starší (častěji německy Ignatz, židovským jménem Izák, 15. srpna 1833 Přerov – 3. července 1931 Pavlovičky) byl moravský průmyslník a podnikatel židovského původu, spoluzakladatel úspěšného podnikatelského rodu Briessů, podnikající v oboru sladovnictví a chemického průmyslu zejména v Olomouci a okolí.

## Život
Narodil se v přerovském ghettu o rozloze jedné ulice do rodiny drobného obchodníka Joachima (Jakoba) Briesse a Betty, rozené Bruckové, jako nejstarší dítě z celkem osmi sourozenců, byl v rodině nazýván jako Ignác starší pro odlišení od mladšího bratrance Ignáce Briesse. Vychodil zdejší německou základní školu, ve třinácti letech odešel studovat židovské nauky k rabínovi do Lipníka nad Bečvou. Po dvou letech ale studia zanechal a nadále pak studoval na latinském gymnáziu v Jihlavě a piaristickém gymnáziu v Kroměříži. Studia nedokončil a začal se zaučovat přímo v obchodním provozu, zpočátku v obchodě svého otce.

### Obchodník

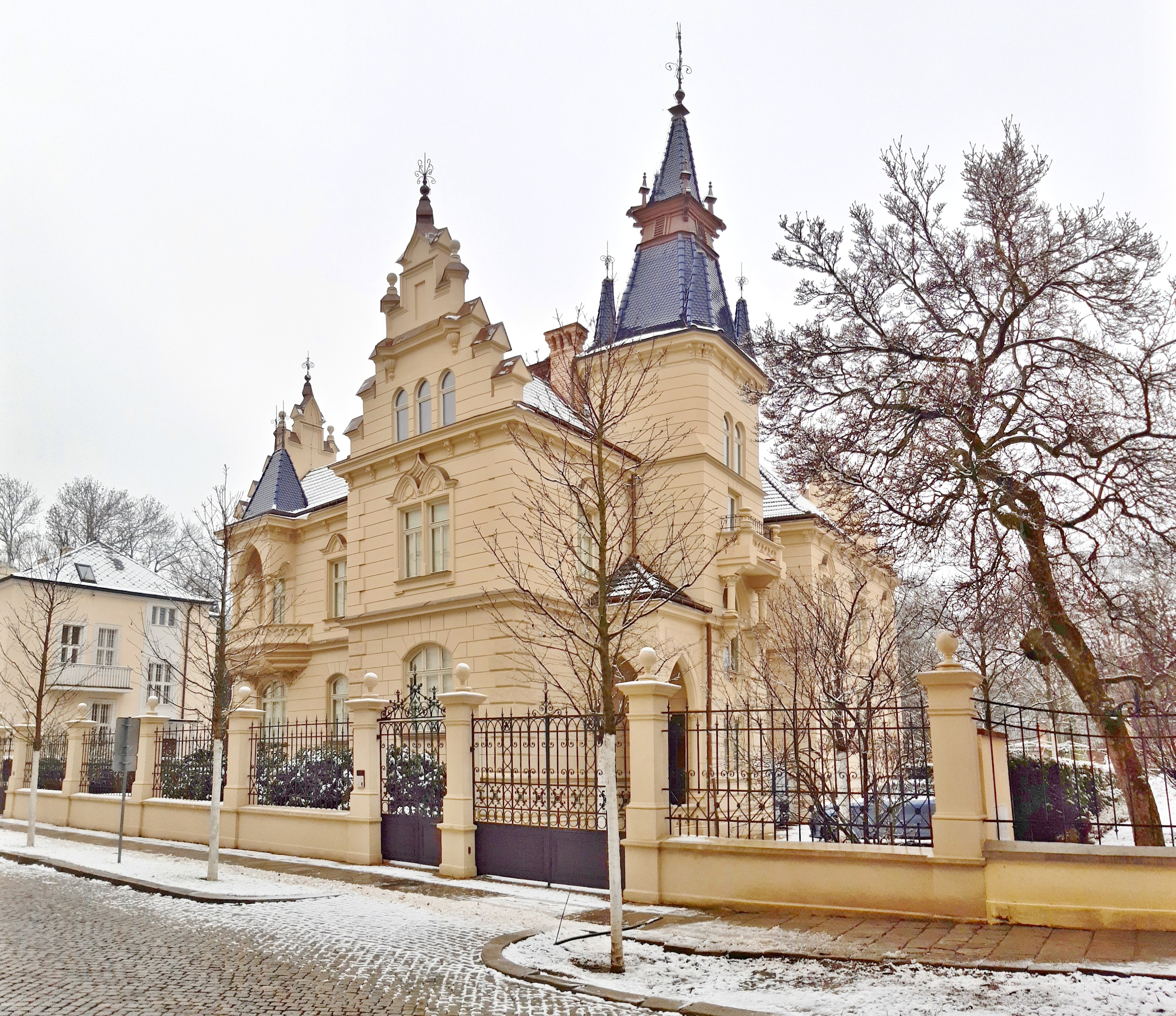
Rodinná vila Ignáce Briesse z roku 1896 od architekta Jakoba Gartnera v Olomouci

Ignác Briess se záhy začal věnovat vlastní podnikatelské činnosti: v 1. polovině 50. let 19. století si pronajal a několik let provozoval pivovar v Citově. V této době se oženil s Charlottou Bassovou. Následně přenesl svou činnost koncem roku 1865 do Olomouce, kde založil prosperující společnost obchodující s hospodářskými plodinami. Zároveň se čile zapojil do městského života stejně jako do života místní židovské komunity: byl jedním z členů provizorní olomoucké židovské obce, která se roku 1865 stala obcí řádnou.

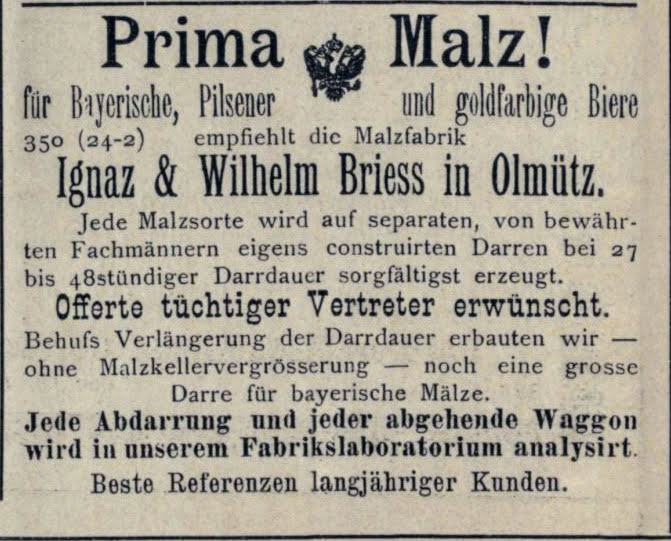
Reklama v tisku na produkty sladovny Ignác a Wilhelm Briess z roku 1893

Briess se spojil se na základě povahy svého podnikání obchodně spojil svým bratrancem Wilhelmem Briessem podnikajícím ve sladovnictví. Společná otevřela roku 1881 moderní sladovnu v Pavlovičkách nedaleko Olomouce. Továrna se velmi rychle zařadila mezi přední producenty sladu v oboru, produkty se vyvážely do rozličných evropských i zámořských oblastí. Ignác Briess starší se díky tomu stal jednou z nejbohatších a nejvýznamnějších osobností Olomouce, především pak městské židovské obce. Společně s Wilhelmem Briessem si nechali každý postavit v letech 1895 až 1896 honosnou sídelní vilu ve Vídeňské ulici od místního architekta židovského původu Jakoba Gartnera, v případě Briessovy vily v neogotickém stylu.
Na žádost své rozvětvené rodiny byl kolem roku 1910 požádán o sepsání svých pamětí s názvem Ze židovské ulice, které poté několikrát revidoval a doplňoval. Zabýval se také historií židovských komunit v Přerově i v dalších regionech Moravy.

### Úmrtí
Ignác Briess starší zemřel ve svém domě v Pavlovičkách ve věku nedožitých 98 let, jako tehdy nejstarší a vysoce vážený občan Olomouce. Byl pochován v rodinné hrobce na výstavním místě u obřadní síně židovského hřbitova v areálu Ústředního hřbitova v Neředíně. Jednu z nejhonosnějších hrobek v celém areálu pohřebiště navrhla a vystavěla dvojice věhlasných vídeňských architektů Fellner a Helmer.
Rodina firmu spravovala i nadále, její činnost dále rozšířila a v polovině 30. let 20. století zavedla provozovnu na výrobu ředidel a dalších chemikálií v Klášterním Hradisku u Olomouce.

### Rodinný život
Od začátku 50. let 19. století byl Ignác Briess st. ženatý s Charlottou Briessovou (1842–1910), rozenou Bassovou. Během holokaustu zemřely Ignácovy dcery Berta, provdaná Fischelová (1867–1944) a Anna, provdaná Zweigová (1876–1942). Nejstarší dcera Hermína (1862–1934) se provdala za Gabriela Morgensterna (1849–1921), majitele sladovny v Říkovicích. Jejich syn Ota (1884–1944) zemřel v Terezíně.
Ignácův jediný syn Richard (1873–1938) zemřel ještě před vypuknutím války.